# Epinotia tenerana
The Nut Bud Moth or Alder Tortricid (Epinotia tenerana) là một loài bướm đêm thuộc họ Tortricidae. Nó được tìm thấy ở châu Âu to miền đông Nga, Trung Quốc, Hàn Quốc và Nhật Bản.
Sải cánh dài 12–16 mm. Con trưởng thành bay từ tháng 7 đến tháng 9 or đầu tháng 10 in the UK. There are two generations in Hà Lan, con trưởng thành bay từ tháng 5 đến tháng 6 và in tháng 8. In Ba Lan, adults are recorded to fly từ tháng 6 đến tháng 8 or tháng 9
Ấu trùng ăn Corylus và Alnus, but also Betula và in rare cases even Quercus. 